# Nissan Sports Centre
Nissan Sports Centre (fostul nume Dongguan Basketball Center) proiectat de GMP din Germania, este o arenă acoperită situată în Dongguan, China. Este utilizată mai ales pentru meciurile de baschet. Guangdong Southern Tigers este primul club de baschet din Guangdong cu 100.000 de susținători pe Weibo, principala lor pagină de social media, aceștia fiind și proprietarii.